# مقايضة نسبة الفائدة

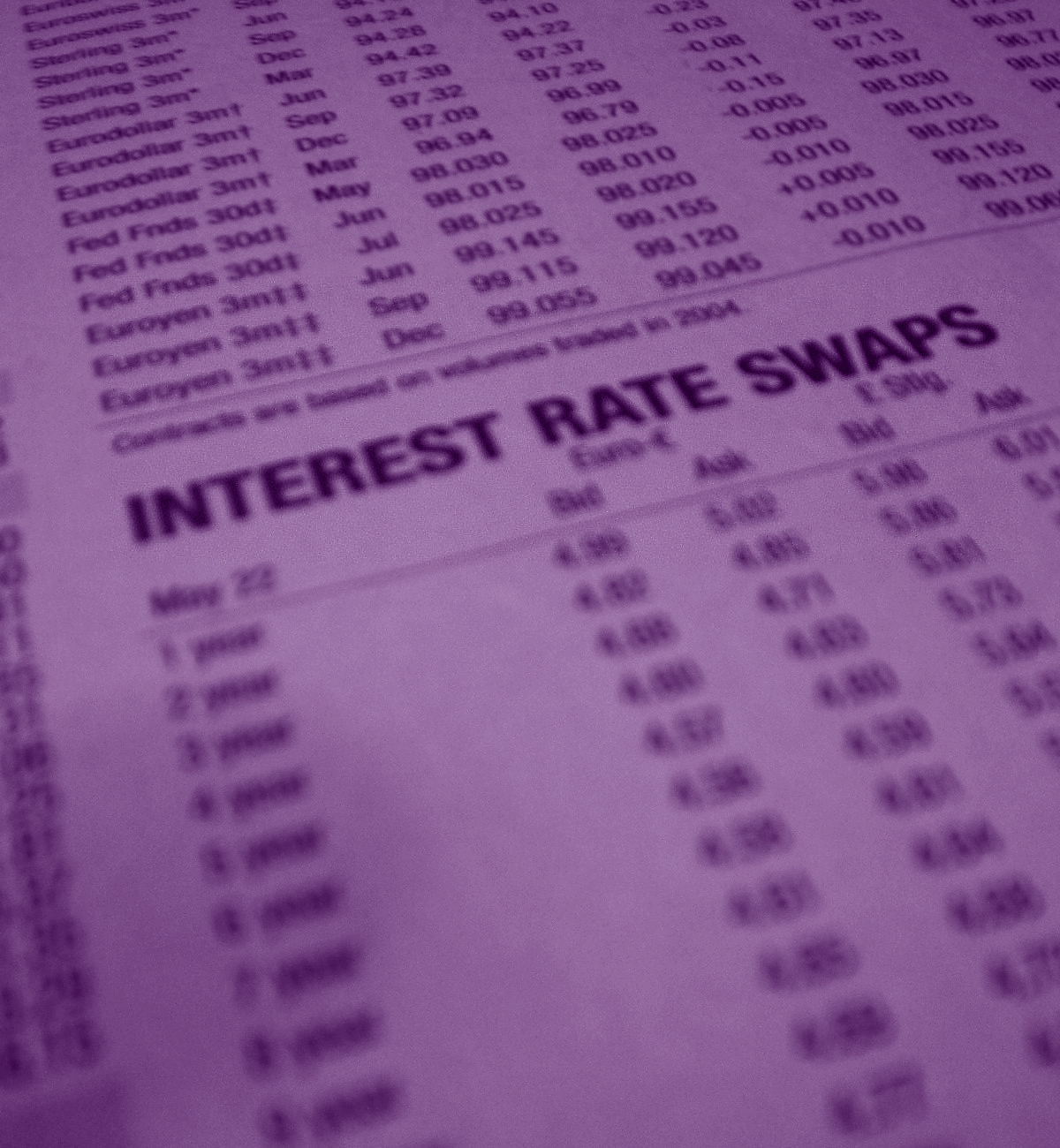
أسعار مبادلة نسبة الفائدة منشورة في جريدة

في مجال التمويل، تعتبر مقايضة أسعار الفائدة (بالإنجليزية: Interest Rate Swap)‏ اختصارا INS أحد مشتقات أسعار الفائدة (بالإنجليزية: Interest Rate Derivative)‏ . وتنطوي على تبادل أسعار الفائدة بين طرفين. وترتبط مع اتفاقيات الأسعار الآجلة.

## تعريف

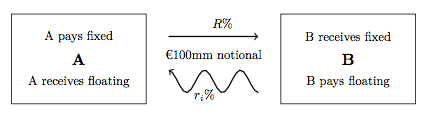
تصوير رسومي للتدفقات النقدية المتبادلة بين طرفين على أساس مبلغ نظري قدره 100 ملم يورو لبورصة واحدة (الأولى) ، حيث المؤشر لنسبة الفائدة المتغيرة سيكون عادةً فهرس -IBOR.

مبادلة أسعار الفائدة هو عقد من عقود المشتقات المالية متفق عليه بين طرفين متقابلين، والذي يحدد طبيعة تبادل المدفوعات مقابل مؤشر سعر الفائدة. إن أكثر أنواع IRS شيوعًا هي المقايضة بين نسبة الفائدة الثابتة ونسبة الفائدة المتغيرة، حيث يقوم أحد الطرفين بتسديد مدفوعات للطرف الآخر بناءً على سعر فائدة ثابت متفق عليه في البداية، مقابل تلقيه المدفوعات بناءً على مؤشر معدل فائدة متغير. كل سلسلة من هذه المدفوعات تسمى «الساق»، لذلك فإن IRS النموذجية لها ساق ثابتة وعائمة. عادةً ما يكون المؤشر لنسبة الفائدة المتغيرة سعرًا معروضًا بين البنوك (IBOR) لمدة محددة بالعملة المناسبة، على سبيل المثال LIBOR بالجنيه الإسترليني أو EURIBOR باليورو أو STIBOR بالكرونة السويدية.
لانشاء عملية مقايضة لنسبة الفائدة بشكل كامل، يجب تحديد عدد من العوامل: 
- المبلغ الأساسي الافتراضي (أو جدول افتراضي متغير)؛
- تواريخ البدء والانتهاء، وتواريخ القيمة، والتجارة، والتسوية، وجدولة التاريخ (تاريخ التدحرج)
- السعر الثابت أي «سعر المبادلة»
- مدة مؤشر سعر الفائدة المتغير المختار؛
- اصطلاحات حساب اليوم لحسابات الفائدة.

## الاستخدامات
تستخدم مقايضات أسعار الفائدة للتحوط وبالتالي تقليل نسبة المخاطرة أو المضاربة على التغيرات في أسعار الفائدة.
يتم استخدام مقايضات أسعار الفائدة أيضًا من قبل صناديق التحوط أو المستثمرين الآخرين الذين يتوقعون تغييرًا في أسعار الفائدة أو العلاقات بينهم. تقليديًا، كان المستثمرون ذوو الدخل الثابت الذين توقعوا انخفاض أسعار الفائدة يشترون السندات النقدية، التي زادت قيمتها مع انخفاض أسعار الفائدة. اليوم، يمكن للمستثمرين الذين لديهم وجهة نظر مماثلة الدخول في مقايضة سعر فائدة متغير مقابل سعر الفائدة الثابت. مع انخفاض الأسعار، سيدفع المستثمرون سعرًا متغيرا أقل مقابل نفس السعر الثابت.

## المخاطر
تعرض مقايضات أسعار الفائدة المستخدمين لأنواع مختلفة من المخاطر المالية.  في الغالب تعرض المستخدم لمخاطر السوق وخاصة مخاطر أسعار الفائدة. ستتغير قيمة مقايضة أسعار الفائدة مع ارتفاع وانخفاض أسعار الفائدة في السوق. في مصطلحات السوق، يُشار إلى هذا غالبًا باسم مخاطر دلتا. تُظهر مقايضات أسعار الفائدة أيضًا مخاطر جاما حيث تزيد أو تنخفض مخاطر دلتا مع تقلب أسعار الفائدة في السوق.

## روابط خارجية
- مبادلة أسعار الفائدة